# 千塚西公園
千塚西公園（ちづかにし こうえん）は埼玉県幸手市（香日向地区（行幸地区））に位置する幸手市立の都市公園（近隣公園）である。

## 概要
園内施設は野球グラウンド・テニスコート・ベンチ・駐車場・児童遊具などであり、このうち野球グラウンドおよびテニスコートは調整池の機能を有している。このため台風などの豪雨後は利用が困難な場合もある。

## 施設・遊具
- 野球グラウンド
- テニスコート
- ベンチ
- 駐車場
- 児童遊具[2]
  - 吊り橋
  - ターザンロープ
  - 砂場
  - 滑り台
  - ローラー型滑り台
  - ブランコ

## 所在地
- 〒340-0164
- 埼玉県幸手市香日向3丁目13[3]

## 交通
- 幸手駅より市内循環バスの「幸手駅前」バス停より「西Aコース」に乗車、「香日向1丁目（乗車約8分）」にて下車、バス停より西方へ徒歩約3分（道程約200m）。
- 幸手駅より市内循環バスの「幸手駅前」バス停より「西Bコース」に乗車、「香日向4丁目（乗車約9分）」にて下車、バス停より西方へ徒歩約3分（道程約200m[4]）。運賃は100円（1日乗車券は200円）。（市内循環バス　幸手市ホームページ）
- 東鷲宮駅東口より東方へ徒歩にて約15分。（道程約1km）[5]

## 周辺
- 千塚南公園
- 幸手市立香日向小学校（2012年（平成24年）3月末日閉校）
- 幸手警察署香日向駐在所
- 幸手市消防本部西分署
- 大中落悪水路
- 下川崎公園
- 中川崎公園
- 調整池（汚水処理場）
- 中落悪水路
- 鷲宮産業団地
- 弦代公園
- 沼井公園
- 久喜市立桜田小学校
- 東北新幹線
- 北側用水路